# 후터파 독일어
후터파 독일어 또는 후터라이트 독일어(영어: Hutterite German, 독일어: Hutterisch)는 미국과 캐나다의 후터파 공동체에서 사용되는 독일어 방언으로, 특히 상부 독일어의 일종인 바이에른어에서 유래했다.

## 같이 보기
- 펜실베이니아 독일어
- 메노파 독일어
- 텍사스 독일어